# راب بلیک
راب بلیک (انگلیسی: Rob Blake؛ زادهٔ ۱۰ دسامبر ۱۹۶۹) بازیکن هاکی روی یخ اهل کانادا است.
وی همچنین برندهٔ جوایزی همچون تالار افتخارات هاکی و جام استنلی شده‌است.